# لی فیلدویک
لی فیلدویک (انگلیسی: Lee Fieldwick؛ زادهٔ ۶ سپتامبر ۱۹۸۲) بازیکن فوتبال اهل بریتانیا است.
از باشگاه‌هایی که در آن بازی کرده‌است می‌توان به باشگاه فوتبال میدنهد یونایتد، باشگاه فوتبال سوانزی سیتی، باشگاه فوتبال برنتفورد، باشگاه فوتبال بروملی، باشگاه فوتبال لوس، و باشگاه فوتبال سنت آلبنز سیتی اشاره کرد.